# Тигашево
Тига́шево (чув. Тикеш) — деревня в Батыревском районе Чувашской Республики России. Входит в состав Бикшикского сельского поселения.

## География
Деревня находится в юго-восточной части Чувашии, в пределах Чувашского плато, в зоне хвойно-широколиственных лесов, на правом берегу реки Була, при автодороге 97К-004, на расстоянии примерно 4 км (по прямой) к западу от Батырево, административного центра района. Абсолютная высота — 108 м над уровнем моря.
Климат
Климат характеризуется как умеренно континентальный, с умеренно холодной снежной зимой и тёплым летом. Среднегодовая температура воздуха — 3,1 °С. Средняя температура воздуха самого тёплого месяца (июля) — 18,7 °C (абсолютный максимум — 37 °C); самого холодного (января) — −12,3 °C (абсолютный минимум — −42 °C). Среднегодовое количество атмосферных осадков составляет 530 мм.
Часовой пояс
Деревня Тигашево, как и вся Чувашия, находится в часовой зоне МСК (московское время). Смещение применяемого времени относительно UTC составляет +3:00.

## История
Деревня основана в 1621—1622 годах служилыми и ясачными чувашами из деревни Тегешево Шигалеевской волости Свияжского уезда (ныне Урмарского района). Жители — до 1724 года ясачные, до 1835 года государственные, до 1863 года удельные крестьяне; занимались земледелием, животноводством, пчеловодством, отхожими промыслами: нанимались чернорабочими в селения Буинского и соседних уездов. В начале XX века действовали 3 промышленных заведения. В 1927 году открыта начальная школа. В 1931 году образован колхоз им. Ворошилова

## Население
| 2010 | 2012 |
| ---- | ---- |
| 365  | ↗457 |

Половой состав
По данным Всероссийской переписи населения 2010 года, в гендерной структуре населения мужчины составляли 49,3 %, женщины — соответственно 50,7 %.
Национальный состав
Согласно результатам переписи 2002 года, в национальной структуре населения чуваши составляли 100 % из 428 чел.